# Jean Varlet (homme politique)
Pour les articles homonymes, voir Jean Varlet et Varlet.
Jean Varlet, né le 14 septembre 1916 à Bourbourg-Campagne (Nord) et mort le 3 décembre 1984 à Dunkerque (Nord), est un homme politique français.

## Biographie
Jean Varlet, fils du maire de Bourbourg (Nord) s'engage très tôt en politique en tant que militant de la Section française de l'Internationale ouvrière (SFIO) puis, sous l'Occupation, au sein de la résistance locale. Il est arrêté en septembre 1943 et déporté aux camps de Dora et de Bergen-Belsen. À la Libération, il s'intéresse au journalisme en tant que chef du bureau de Nord Matin à Dunkerque puis devient employé de commerce.
Jean Varlet se présente aux élections sénatoriales le 22 septembre 1974 en troisième position sur la liste socialiste du Nord.
Il rejoint le groupe socialiste du Sénat et siège à la commission des affaires sociales. Il n'intervient pas dans les débats sénatoriaux, mais il est cosignataire de propositions de loi concernant notamment la question des retraites, la pension des anciens combattants, la réforme du code du travail et du code électoral. Il adresse également une quinzaine de questions écrites aux différents ministères pour défendre des sujets locaux qui lui tiennent à cœur : la situation de l'emploi sur le port de Dunkerque, le manque de postes de non-enseignants dans l'académie de Lille et le personnel des établissements de l'aide à l'enfance, le prix de l'électricité pour la commune de Bourbourg et les communes environnantes de la centrale nucléaire de Gravelines, le financement du transport urbain par les collectivités territoriales.
Son mandat prend fin le 2 octobre 1983 ; il ne se représente pas aux élections sénatoriales du 25 septembre 1983. Il reste élu de sa commune jusqu'en 1983, année où son fils Olivier lui succède comme maire. Il demeure conseiller général du canton de Bourbourg de 1958 à 1983. Il se retire alors de la vie politique et meurt un an plus tard, à l'âge de soixante-huit ans.

## Détail des fonctions et des mandats
Mandat parlementaire
- 22 septembre 1974 - 2 octobre 1983 : sénateur du Nord

Mandats locaux
- 27 avril 1958 - 1983 : conseiller général du canton de Bourbourg ;

- 21 mars 1965 - 1975 : maire de du Bourbourg ;

- 1978 - 13 mars 1983 : maire de du Bourbourg ;

- 24 avril 1977 - 7 janvier 1983 : conseiller commaunautaire de Dunkerque Grand Littoral

## Distinctions
- Officier de la Légion d'honneur par décret du 22 avril 1984,

- Médaille de la déportation avec barrette « Libération ».

## Hommage
- Une rue de Bourbourg porte son nom[3].